# شهرستان پایک (اوهایو)
شهرستان پایک، اوهایو (به انگلیسی: Pike County, Ohio) یک سکونتگاه مسکونی در ایالات متحده آمریکا است که در اوهایو واقع شده‌است.

## نگارخانه

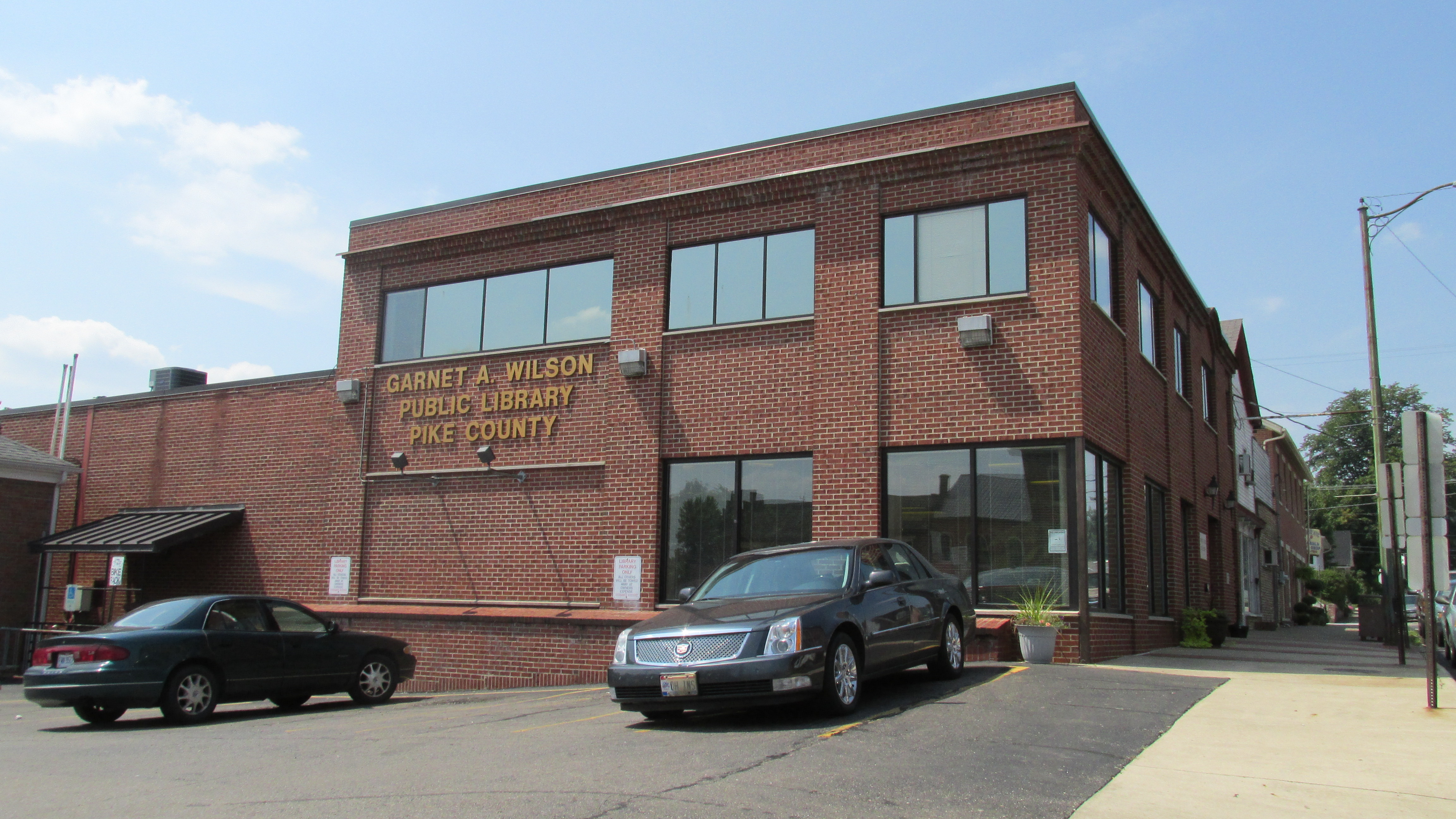
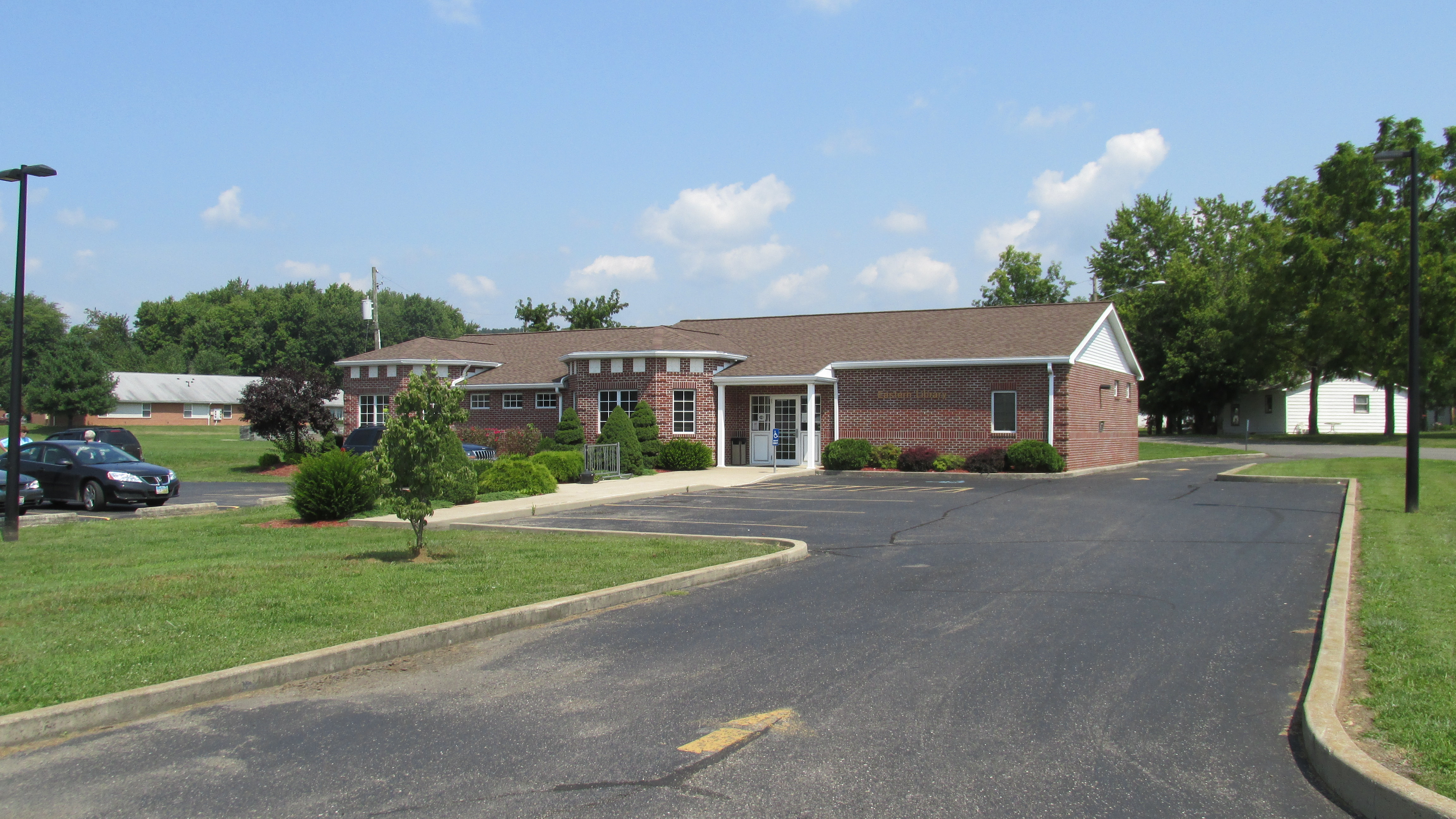
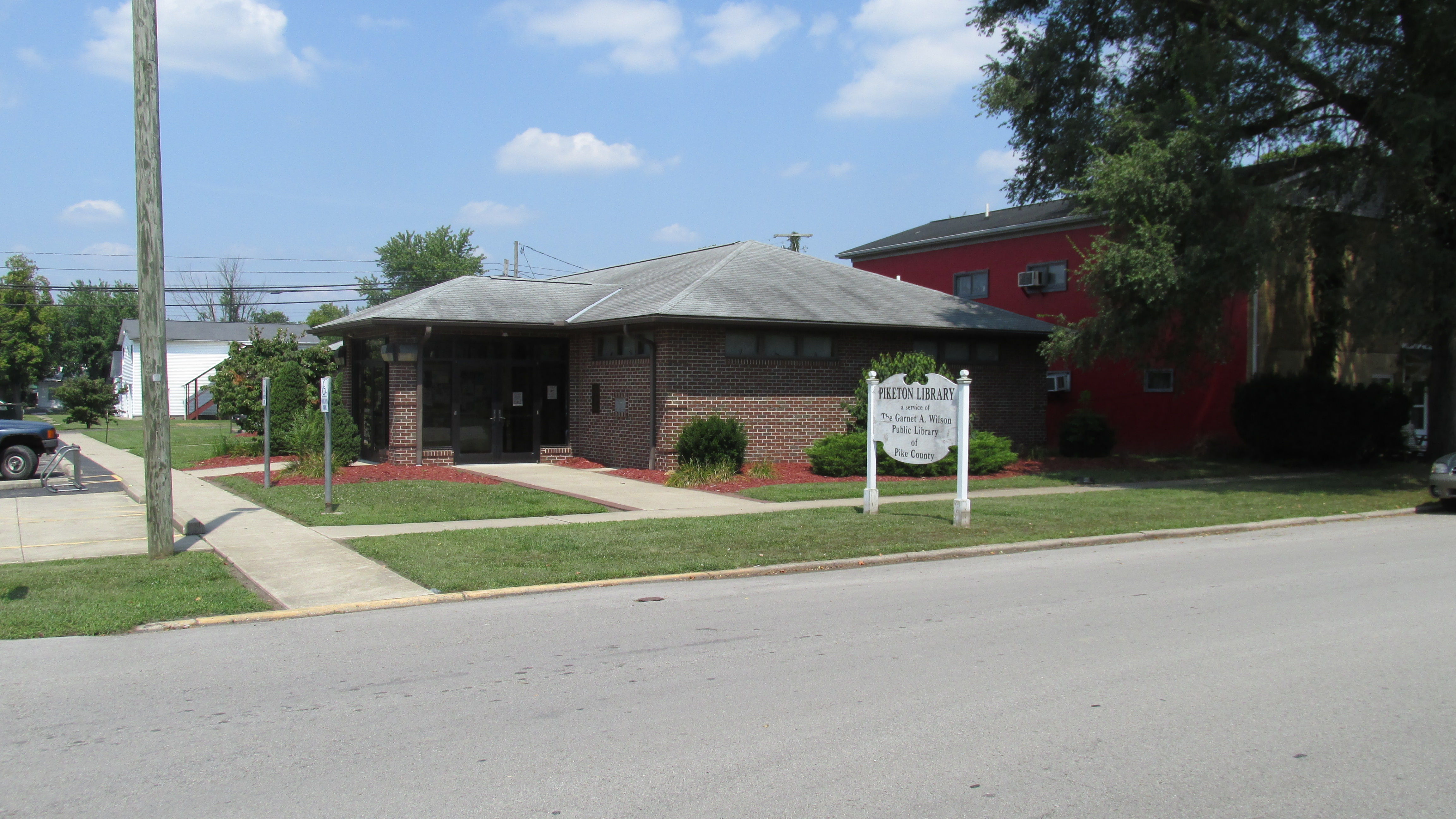
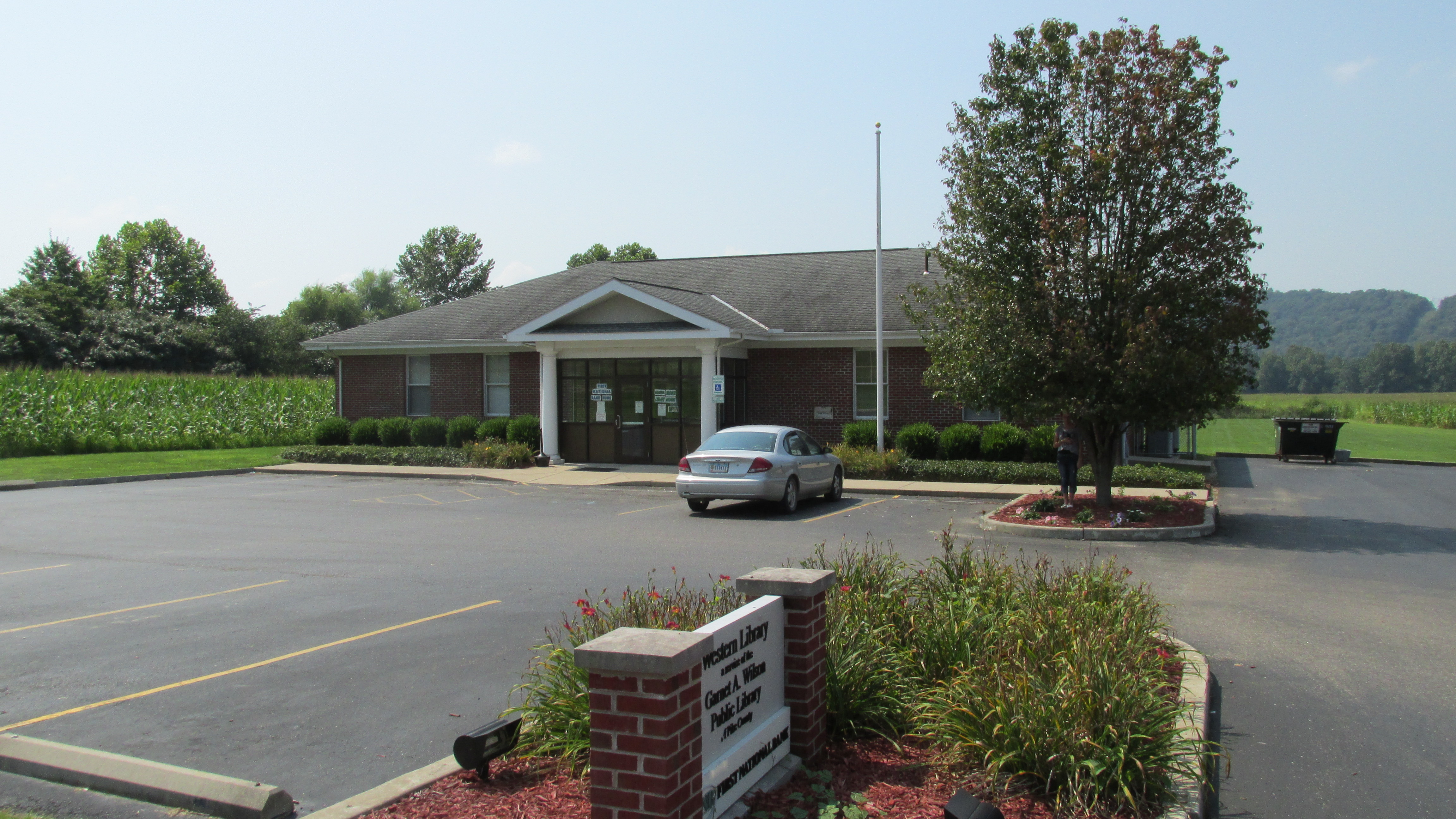